# Pancerniki typu Delaware
Pancerniki typu Delaware – typ amerykańskich pancerników z okresu I wojny światowej. Był drugim typem drednotów służących w United States Navy. Okręt był uzbrojony w 10 dział kal. 305 mm i mógł płynąć z prędkością przekraczającą 20 węzłów. W skład typu wchodziły dwa okręty: USS „Delaware” (BB-28) i USS „North Dakota” (BB-29).

## Założenia
Zaskoczone wodowaniem brytyjskiego HMS „Dreadnought” i mając zbyt mało dobrych informacji na temat tego okrętu US Navy i Kongres doszły do wniosku, że jest on znacznie lepszym pancernikiem, niż dwa okręty typu South Carolina, będące w tym czasie w końcowej fazie budowy. Był to ostatni przypadek, gdy Kongres narzucił limity tonażu okrętu, poza limitami wynikającymi z traktatów. W rzeczywistości nowe okręty amerykańskie ustępowały głównie pod względem prędkości. Zamówienie na nowe okręty opiewało na pancernik „wyposażony w ciężki pancerz i tak silne uzbrojenie, jakie ma jakikolwiek okręt tej klasy na świecie. Ma mieć także największą możliwą prędkości i największy promień działania”.

## Projekt

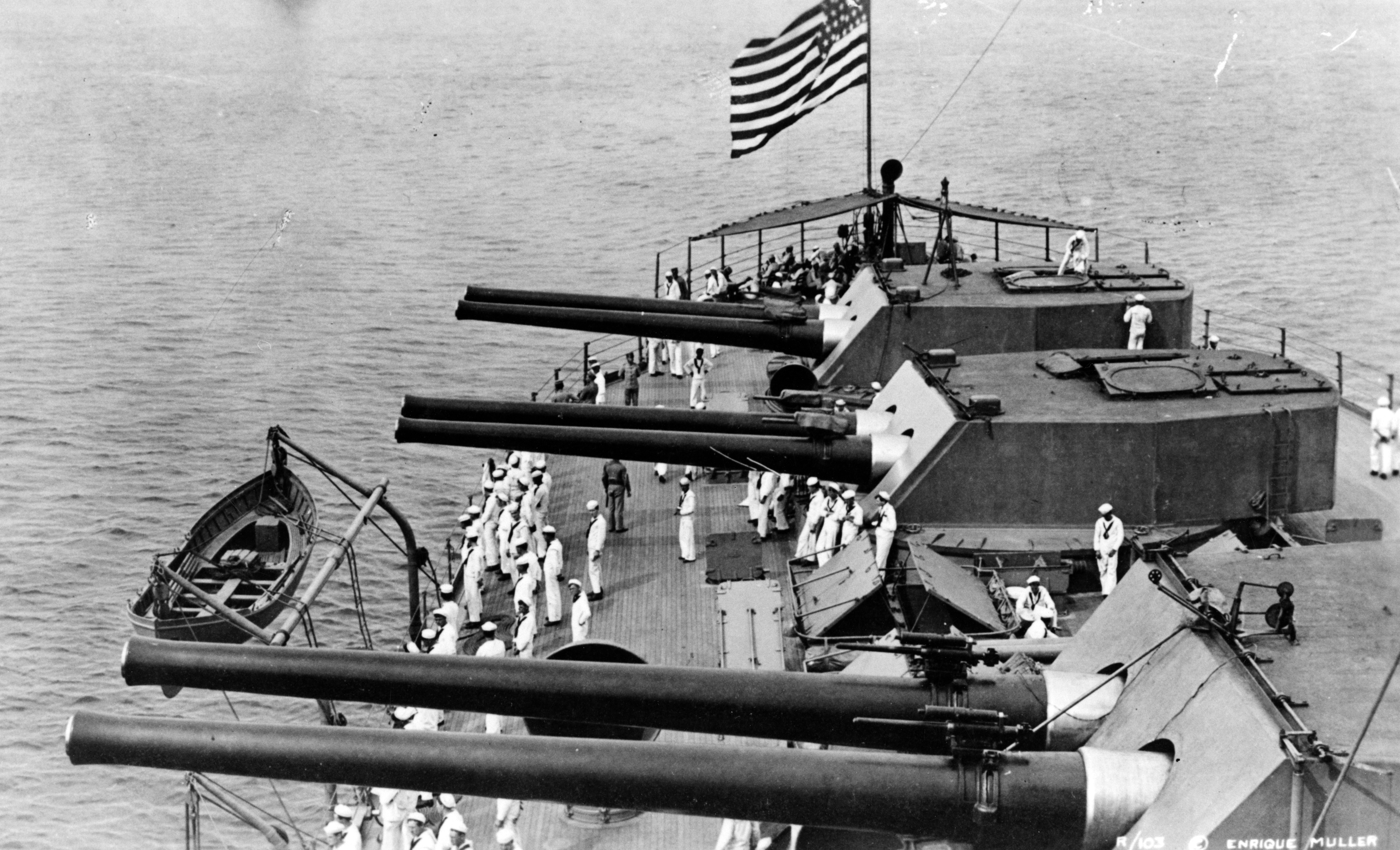
305 mm działa na pokładzie USS „Delaware” w 1913 roku

Pancernik typu Delaware był znacząco lepiej uzbrojony w porównaniu ze swoimi poprzednikami. Jedynym ograniczeniem ze strony Kongresu były koszty: kadłub i maszyny napędowe nie mogły kosztować więcej niż 6 milionów dolarów. Okręty miały dwa dodatkowe działa kal. 305 mm, artylerię średniego kalibru złożoną z dział 127 mm zamiast 76 mm. Był także szybszy o 2,5 węzła. W ramach eksperymentu okręty otrzymały różne maszyny: „Delaware” był wyposażony w maszynę potrójnego rozprężania, „North Dakota” w turbiny Curtissa (początkowo projektu bezprzekładniowego, następnie wymieniono je na turbiny z przekładniami). Okazało się, że USS „North Dakota” (BB-29) ma o 30% krótszy zasięg (5000 mil morskich kontra 7000 mil) w porównaniu z USS „Delaware” (BB-28). Duży promień działania był wymagany we wszystkich projektach okrętów amerykańskich. Wszystkie amerykańskie pancerniki miały być projektowane w taki sposób, by mogły przepłynąć Pacyfik i walczyć z siłami morskimi Japonii. Nowe pancerniki miały jednopokładową konstrukcję (przywrócono pełny pokład na rufie) i kubryk, by zredukować wrażliwość na stan morza.
Doświadczenie z okrętami tego typu potwierdziło, że pokład okrętu był zalewany falami w każdym stanie morza poza spokojnym morzem. Głównym uzbrojeniem przeciw niszczycielom były działa kal. 127 mm/50 zamontowane na sponsonach. Działa te były najbardziej efektywne w odległości 5000 m, co było głównym czynnikiem decydującym o zainstalowaniu akurat ich. Czternaście takich dział było zamontowanych w następujący sposób: 2 z przodu na głównym pokładzie, 10 na sponsonach po bokach i 2 na rufie w pobliżu wieży głównej nr 5. Wieże z przodu zostały przeniesione na nadbudówkę po próbach morskich. Sponsony na których zamontowano artylerię średniego kalibru znajdowały się jeden pokład poniżej głównego. Miały wady i zaburzały przepływ fal, co powodowało dodatkowe komplikacje i opóźnienia w projektowaniu. Tak jak na innych wczesnych drednotach pancerz pokładu był bardzo cienki: miał 1,5 cala, a nad maszynownią i magazynami 2 cale. Oceniano, że ogień będzie prowadzony z odległości mniejszej niż 10 000 metrów. Na takich odległościach trafienie w pokład byłoby rzadkie. Zmiany w technologii konstruowania pancerników były tak szybkie, że drednoty po 10 latach od zwodowania były już jednostkami przestarzałymi.

## Służba operacyjna
USS „Delaware” płynął w czasie prób z prędkością 21 węzłów przez 24 godziny, by udowodnić, że ma prędkość i sprawność porównywalną z systemem potrójnego rozprężania pary. Doświadczenia operacyjne z wszystkimi silnikami tego typu na służbie na Pacyfiku były zniechęcające, więc US Navy chciała wprowadzić nową technologię. Okręty często pływały do Europy, były częścią Szóstej Eskadry Bojowej (ang. Sixth Battleship Squadron) brytyjskiej Grand Fleet w czasie I wojny światowej. W 1919 oba okręty miały niedostateczne uzbrojenie – nowsze pancerniki używały dział kal. 342 mm, 356 mm, 381 mm. Oba okręty pod koniec służby były trzymane w pobliżu amerykańskich wód terytorialnych i używane jako okręty szkolne. USS „Delaware” został zezłomowany w 1924, a USS „North Dakota” w 1931. Turbiny z tego ostatniego zostały przeniesione na USS „Nevada” (BB-36), którego maszyny były już zużyte.